# Foederati
Foederati (singular: foederatus, uttalas federatus), år en latinsk term för allierade som varken var kolonier eller givits romerskt medborgarskap. Ordet ligger till grund för det moderna federation.
Bundsförvantskriget (91–88 f.Kr.) berodde på motsättningar mellan foederati och fullvärdiga romare till ett inbördeskrig; flera av foederati togs sedan upp som fullvärdiga romerska områden. Även områden utanför den italiska halvön innehade statusen av foederati, till exempel Gades i Spanien och Massilia (Marseille).
Senare skulle germanska stammar komma att allieras med Rom som foederati. I tur och ordning franker, vandaler, alaner, visigoter och ostrogoter skulle knytas till romarriket. I utbyte mot löfte om militärt stöd i händelse av konflikt fick foederati vissa fördelar och löfte om skydd mot yttre hot. Detta avtal var inte alltid så hållbart, vilket Östrom fick erfara flera gånger. Slaget vid Adrianopel år 378 var en stor motgång för den bysantinska kejsarmakten.
Allteftersom Roms militära förmåga avtog kom man mer och mer att bli beroende av foederati i krig. När Attila besegrades 451 bestod åtminstone hälften av den romerska hären av foederati (visigoter och alaner, emellertid bestod hunnerhären likaså till stor del av folk av liknande härstamning, ostrogoter). I eftervärldens ögon blev det foederati som satte punkt för Rom när före detta foederatiledaren Odovakar 476 avsatte kejsar Romulus Augustulus.